# Oxana Kharissova
Oxana Vasilievna Kharissova (Sumy, 25 de febrero de 1969) es una nanocientífica ucraniana-mexicana cuya investigación involucra la síntesis y solubilidad de nanopartículas. Es profesora e investigadora en la facultad de ciencias físicas y matemáticas de la Universidad Autónoma de Nuevo León.

## Biografía
Kharissova nació en 1969 en Sumy, Unión Soviética (actualmente Ucrania). Obtuvo una licenciatura en geoquímica en 1993 y una maestría en cristalografía en 1994, ambas en la Universidad Estatal de Moscú, antes de emigrar a México en 1995 y luego convertirse en ciudadana mexicana. En 2001 obtuvo un doctorado en ciencia de materiales de la Universidad Autónoma de Nuevo León, donde es profesora e investigadora.

## Obra seleccionada
Kharissova es coautora y coeditora de los siguientes libros:
- Manual de nanoestructuras menos comunes (con Boris I. Kharisov y Ubaldo Ortiz-Mendez, CRC Press, 2012)
- Solubilización y dispersión de nanotubos de carbono (con Boris I. Kharisov, Springer, 2017)
- Alótropos de carbono: química de complejos metálicos, propiedades y aplicaciones (con Boris I. Kharisov, Springer, 2019)[5]

## Reconocimientos
Kharissova es miembro de la Academia Mexicana de Ciencias, siendo elegida en 2010. En 2017 la Universidad Autónoma de Nuevo León le otorgó su reconocimiento "Flama, Vida y Mujer", en el área de docencia e investigación.